# Stephanie March
Stephanie Caroline March, (Dallas (Texas), 23 juli 1974) is een Amerikaanse actrice.
Ze vertolkte een hoofdrol in meerdere seizoenen van de televisieserie Law & Order: Special Victims Unit als Alexandra - Alex - Cabot. In 2005 vertolkte ze de rol van Julie in Mr. & Mrs. Smith.

## Filmografie
- 1997: Early Edition (gastrol, televisieserie)
- 2000-2003, 2005, 2009-2010, 2011: Law & Order: Special Victims Unit
- 2005: Mr. & Mrs. Smith
- 2006: Flannel Pajamas
- 2006: The Treatment
- 2006: Falling for Grace
- 2006: 30 Rock (gastrol, televisieserie)
- 2007: Grey's Anatomy (gastrol, televisieserie)
- 2009: Rescue Me (gastrol, televisieserie)
- 2009: The Invention of Lying

- Bibliothèque nationale de France: cb15539374w (data)
- International Standard Name Identifier: 0000 0000 4420 1876
- Library of Congress Control Number: no2005106181
- Nationale Bibliotheek van Israël: 987012384852005171
- Virtual International Authority File: 53891210
- WorldCat: E39PBJxrR4ppvrVq9bBrxgw6Kd